# Дан Канаде
Дан Канаде (фр. Fête du Canada), раније познат као Дан Доминиона ( фр. Fête du Dominion ), је национални дан Канаде. Савезни статутарни празник, слави годишњицу Канадске конфедерације која се догодила 1. јула 1867. године доношењем Закона о Британској Северној Америци 1867. године, када су се ујединиле три одвојене колоније Уједињене Канаде, Нова Шкотска и Њу Бранзвик. у јединствен доминион у оквиру Британске империје под називом Канада.
Првобитно назван Дан Доминиона ( фр. Le Jour de la Confédération ), празник је преименован 1982. године, исте године када је канадски устав патриран Законом о Канади из 1982. године, који је пресекао остатке правне зависности од парламента Уједињеног Краљевства. Прославе Дана Канаде одржавају се широм земље, као и на разним локацијама широм света којима присуствују Канађани који живе у иностранству.

## Комеморација
Дан Канаде се често неформално назива "канадским рођенданом", посебно у популарној штампи. Међутим, термин „рођендан“ може се посматрати као претерано поједностављење, јер је Дан Канаде годишњица само једне важне националне прекретнице на путу ка пуном суверенитету земље, а то је придруживање колонија Канаде 1. јула 1867. ( подељен на Онтарио и Квебек), Нову Шкотску и Њу Бранзвик у ширу британску федерацију од четири провинције. Канада је постала „краљевство за себе“ у оквиру Британског царства, опште познатог као Доминион Канаде.
Иако је била британска доминион, Канада је стекла повећан ниво политичке контроле и управљања над сопственим пословима, британски парламент и кабинет задржали су политичку контролу над одређеним областима, као што су спољни послови, национална одбрана и уставне промене. Канада је постепено стицала све већи суверенитет током година – посебно усвајањем Вестминстерског статута 1931. – све док коначно није постала потпуно суверена доношењем Уставног акта 1982. године, који је послужио за потпуну патрију канадског устава.

Према савезном закону о празницима, Дан Канаде се обележава 1. јула, осим ако тај датум не пада на недељу, у ком случају је 2. јул законски празник. Свечани догађаји ће се углавном и даље одржавати 1. јула, иако то није законски празник. Ако падне на викенд, предузећа која су обично затворена тог дана обично ће следећи понедељак посветити као слободан дан.

## Историја
Доношење Закона о Британској Северној Америци из 1867. (данас назван Закон о уставу, 1867.), који је конфедерисао Канаду, прослављено је 1. јула 1867. звоњавом звона у катедралној цркви Светог Џејмса у Торонту и „ломачевима, ватромет и илуминација, екскурзије, војни прикази и музичке и друге забаве“, како је описано у савременим извештајима. Дана 20. јуна следеће године, генерални гувернер виконт Монк издао је краљевску проглас тражећи од Канађана да прославе годишњицу Конфедерације, Међутим, празник је статутарно установљен тек 15. маја 1879. када је означен као Дан доминиона, алудирајући на помињање земље као доминиона у Закону о Британској Северној Америци. Празник у почетку није био доминантан у народном календару; било какве прославе су организовале локалне заједнице, а генерални гувернер је приредио забаву у Ридо Холу. До 1917. године нису одржаване веће прославе, а затим ни у наредних деценија – златне и дијамантске годишњице Конфедерације.
Канадска влада почела је 1958. да организује прославе Дана Доминиона. Те године је тадашњи премијер Џон Дифенбејкер затражио да државна секретарка Елен Ферклоф организује одговарајуће догађаје, са буџетом од 14.000 долара. Парламент је традиционално заседао 1. јула, али је Ферклаф убедио Дифенбејкера и остатак савезног кабинета да присуствују. Званичне прославе након тога обично су се састојале од организовања церемоније боја на брду Парламента поподне и увече, након чега је уследио масовни концерт бенда и ватромет. Ферклаф, који је постао министар за држављанство и имиграцију, касније је проширио законе на извођење фолклорних и етничких група. Дан је такође постао лежернији и породичнији.
Стогодишњица Канаде 1967. често се сматра важном прекретницом у историји канадског национализма и сазревању Канаде као посебне, независне земље, након чега је Дан Доминиона постао популарнији међу просечним Канађанима. Крајем 1960-их, на националној телевизији, мултикултурални концерти одржани у Отави додани су и прослава је постала позната као Фестивал Канада . Након 1980. године, канадска влада је почела да промовише прославу Дана Доминиона изван главног града државе, дајући грантове и помоћ градовима широм земље како би помогли у финансирању локалних активности.
Неки Канађани су почетком 1980-их неформално називали празник Дан Канаде, пракса која је изазвала одређене контроверзе: Заговорници су тврдили да је назив Дан Доминиона био остатак из колонијалне ере – аргумент који је дат неки подстрек патријацијом канадског устава 1982. — а други су тврдили да је потребна алтернатива јер се тај израз не преводи добро на француски. Насупрот томе, бројни политичари, новинари и писци, попут Робертсона Дејвиса, осудили су промену у то време, а неки и даље тврде да је то било нелегитимно и непотребан раскид са традицијом.  Други су тврдили да је доминион у великој мери погрешно схваћен и конзервативно наклоњени коментатори виде промену као део много већег покушаја либерала да „ребрендирају“ или редефинишу канадску историју. Колумниста Ендрју Коен назвао је Дан Канаде изразом „разбијајуће баналности“ и критиковао га као „одрицање од прошлости [и] погрешно читање историје, оптерећено политичком коректношћу и историјским незнањем“.
Празник је званично преименован као резултат закона приватног члана који је усвојен у Доњем дому 9. јула 1982. године, две године након првог читања. Само 12 посланика било је присутно када је предлог закона поново разматран, 8 мање од потребног кворума ; међутим, према правилима парламента, кворум је примењив само на почетку седнице или када члан на то скрене пажњу. Група је усвојила закон за пет минута, без дебате, инспиришући „гунђање о подмуклости процеса“. Наишло је на јачи отпор у Сенату. Ернест Менинг је тврдио да је образложење за промену засновано на погрешној перцепцији имена, а Џорџ Мекилрејт се није сложио са начином на који је закон усвојен, позивајући владу да настави на „достојанственији начин“. Међутим, Сенат је на крају ипак усвојио закон. Давањем краљевске сагласности, назив празника је званично промењен у Дан Канаде 27. октобра 1982. и први пут је под тим именом прослављен 1. јула 1983.
Као годишњица Конфедерације, Дан доминиона, а касније и Дан Канаде, био је датум одређен за низ важних догађаја, као што је прво повезивање на националну радио мрежу од стране Канадске националне железнице (1927); инаугурација телевизијског преноса Канадске радиодифузне корпорације, са говором генералног гувернера Винсента Месија на Дан Доминиона са Парламент Хила (1958); поплава морског пута Светог Лоренса (1958); први телевизијски пренос у боји у Канади (1966); инаугурација Реда Канаде (1967); и успостављање " О Канада " као државне химне земље (1980). Током шестогодишњице Канаде 2017. године, Банка Канаде је пустила у продају пригодну новчаницу од 10 долара, за коју се очекивало да ће бити широко доступна до Дана Канаде.
Пандемија KОВИД-19 довела је до отказивања 2020. свих личних прослава Дана Канаде широм земље, због социјалног дистанцирања и ограничења јавних окупљања. Неки су претворени у виртуелне догађаје. Иста отказивања догодила су се следеће године; мада, неки и из политичких разлога. Личне свечаности у Отави су се вратиле 2022. године, након што су премештене са Парламент Хила у ЛеБретон Флатс због изградње повезане са пројектом рехабилитације Парлиамент Хил.

Други догађаји су случајно пали на исти дан, као што је први дан битке на Соми 1916. — убрзо након чега је Њуфаундленд признао 1. јул као Дан сећања у знак сећања на тешке губитке Њуфаундлендског пука током битке —и доношење Закона о кинеској имиграцији 1923. године, што је довело до тога да Кинези и Канађани називају 1. јул Дан понижења ( Chinese    ) и бојкотовати прославе Дана Доминиона затварањем продавница, вијорењем канадске заставе на пола копља или качењем венаца испред улаза у куће и продавнице све док закон није укинут 1947. Дан Канаде се такође поклапа са Даном селидбе у Квебеку, када многи услови за изнајмљивање станова за фиксни закуп истичу. Предлог закона којим се мења дан пресељења покрајине са 1. маја на 1. јул унео је федералистички посланик у Националној скупштини Квебека, Жером Шокет, 1973. године, како не би утицао на децу која су још у школи у месецу мају.

## Активности
Већина заједница широм земље је домаћин организованих прослава за Дан Канаде, обично јавних догађаја на отвореном, као што су параде, карневали, фестивали, роштиљи, ваздушне и поморске представе, ватромет и бесплатни музички концерти, као и церемоније држављанства. Не постоји стандардни начин прославе Дана Канаде; Џенифер Велш, професор међународних односа на Универзитету у Оксфорду, рекла је о овоме: „Дан Канаде, као и земља, је бескрајно децентрализован. Чини се да не постоји централни рецепт како да га прославимо – запишите природа федерације“.
У националној престоници Отави, концерти и културне манифестације одржавају се на травњаку пред Парламент Хилом, у организацији Цанадиан Херитаге, који укључују главну „подневну емисију“ и вечерњи програм. Манифестација традиционално почиње певањем песама „ Боже чувај краља “ и „ О Канада “ на енглеском и француском језику, након чега следи прелетање Снежних птица. Обично су генерални гувернер и премијер, мада монарх или други члан краљевске породице такође може присуствовати или заузети место генералног гувернера. Мањи догађаји се одржавају у другим парковима широм града и у суседном Гатиноу у Квебеку. У главним градовима покрајина, званичне прославе се често одржавају у покрајинским законодавним зградама, обично у присуству потгувернера и/или премијера покрајине.

### Међународне прославе
Канадски исељеници ће често организовати активности Дана Канаде у свом локалном подручју на дан празника или близу њега. Примери укључују Канада Д'ех, годишњу прославу која се одржава 30. јуна у Лан Кваи Фонгу, у Хонг Конгу; Догађаји канадских снага у базама у Авганистану; на Трафалгар скверу испред Канаде куће у Лондону, Енглеска; у Мексику, у Краљевској канадској легији у Чапали, и у Канадском клубу у Ајиџику. У Кини, прославе Дана Канаде одржавају се на плажи Бунд од стране Канадске трговинске коморе у Шангају  и у Канадској међународној школи у Пекингу, коју спонзорише Канадски кинески пословни савет.

## Критика и протест
С обзиром на федералну природу годишњице, прослава Дана Канаде може бити узрок трвења у провинцији Квебек, где је празник у сенци провинцијског Дана Сен Жан Крститеља ( Fête nationale ), 24. јуна  На пример, савезна влада финансира догађаје за Дан Канаде у Старој луци Монтреал — области којом управља федерална крунска корпорација — док је парада Фете натионале напор на локалном нивоу који се суочио са потешкоћама у раду због ограниченог финансирања од савезне владе и недостатак корпоративних спонзора.
Дан Канаде изазвао је негативну стигму међу неким домородачким народима у Канади и њиховим савезницима, који сматрају да је то прослава колонизације аутохтоне земље. Критике на рачун прославе Дана Канаде биле су посебно истакнуте током шестогодишњице Канаде 2017. године, уз наводе да су комеморације умањиле улогу аутохтоних народа у историји земље и тешкоће са којима се суочавају у данашњем времену.
Исте притужбе објављене су четири године касније, након што су крајем јуна 2021. пронађени могући необележени гробови староседелачке деце на месту индијске резиденцијалне школе у Британској Колумбији. Ако већ нису отказане или измењене због ограничења у вези са пандемијом КОВИД-19, прославе Дана Канаде су отказане у различитим заједницама у Британској Колумбији, Њу Брунсвику, и Северном Саскачевану, док је протестна група аутохтоних народа у мировању Но Море је најавио своју намеру да организује мирне скупове у више великих градова. Неки политичари су подржали отказивање, док су други изразили забринутост да активисти нападају „саму идеју Канаде“ и ометају напредак ка помирењу.